# Giulia Rubini
Giulia Rubini (eigentlich Giuliana Rubini; * 2. Juni 1935 in Pescara) ist eine ehemalige italienische Schauspielerin.

## Biographie
Giulia Rubini trat in den 15 Jahren ihrer schauspielerischen Tätigkeit zwischen 1953 und 1968 in fünfunddreißig Filmen, oftmals abenteuerlicher Natur, meist als vom Helden zu rettende Schöne oder Naive auf. Einen ihrer ersten Auftritte hatte sie 1956 in dem Film Die Bande der Ehrlichen (La banda degli onesti) mit Totò. Unter ihren weiteren Filmen befindet sich mit La finestra sul Luna-Park ein Teilnehmer der Berlinale 1957. Sie drehte auch mit Fernandel, Alberto Sordi und Orson Welles.
Im Alter von 21 Jahren heiratete Giulia Rubini. Als sie mit ihrem zweiten Kind schwanger war, beschloss sie, sich aus dem Filmgeschäft zurückzuziehen und sich ihrer Familie zu widmen.
2013 wurde Rubini mit dem Arcolaio d’Argento ausgezeichnet, einem Preis für herausragende Frauen aus den Abruzzen.

## Filmografie (Auswahl)
- 1957: Unter Palmen am blauen Meer
- 1959: Herkules, der Schrecken der Hunnen (Il terrore dei barbari)
- 1960: David und Goliath (David e Golia)
- 1960: Rasputin, der Dämon von Petersburg (L'ultimo zar)
- 1961: Die Herrin von Atlantis (Antinea, l’amante della città sepolta)
- 1961: Der schwarze Seeteufel (Gordon, il pirata nero)
- 1963: Mit Colt und Maske (Il segno del Coyote)
- 1964: Die letzten Zwei vom Rio Bravo (Le pistole non discutono)
- 1965: Die Unversöhnlichen (Rebeldes en Canadá)
- 1966: Ringo mit den goldenen Pistolen (Johnny Oro)
- 1967: Das Todeslied von Laramie (Sette pistole per un massacro)
- 1968: Der Fremde von Paso Bravo (Uno straniero a Paso Bravo)